# セローレ
セローレ（伊: Serole）は、イタリア共和国ピエモンテ州アスティ県にある、人口約100人の基礎自治体（コムーネ）。

## 地理

### 位置・広がり

#### 隣接コムーネ
隣接するコムーネは以下の通り。括弧内のCNはクーネオ県、ALはアレッサンドリア県、SVはサヴォーナ県所属を示す。
- コルテミーリア (CN)
- メラーナ (AL)
- オルモ・ジェンティーレ
- ペルレット (CN)
- ペッツォーロ・ヴァッレ・ウッツォーネ (CN)
- ピアーナ・クリージア (SV)
- ロッカヴェラーノ
- スピーニョ・モンフェッラート (AL)

#### 地震分類
イタリアの地震リスク階級 (it) では、4 に分類される
。